# 政事要略
政事要略（せいじようりゃく）は、平安時代の政務運営に関する事例を掲げた書。編者は明法博士令宗（惟宗）允亮。惟宗氏は代々明法家の名門で、彼の曽祖父は、『律集解』『令集解』を編んだ惟宗直本、祖父は『本朝月令』を編纂した惟宗公方。本書は、惟宗氏の明法家としての活動の集大成といえる書で、平安時代の政治を理解するうえでの重要な史料である。なお、「令宗」（よしむね）の姓は、惟宗氏全員の改姓ではなく、長保元年（999年）頃、允亮と彼の弟と思われる允正のみに与えられた。「令宗」は「律令の宗師」という意味である。
本書の成立年代は詳らかではないが、本書のなかに一条天皇を「今上」と記していることから一条天皇の朝に行われ、長保4年（1002年）11月に編纂が完了したが、允亮の歿年と考えられる寛弘5年（1008年）頃まで追記がなされている。また、本書の編纂は、小野宮右大臣藤原実資の依嘱によってなされたとされる。その根拠は、『小記目録』（『小右記』の目録）に「長保四年十一月五日、世事要略部類畢んぬ事」と記されていることや、本書が代々小野宮家に相伝されていたこと等である。
巻数について、『中右記』『本朝書籍目録』等で、全130巻あったことが分かるが、現存するのはそのうちの26巻である。全130巻の部立てはおそらく、
- 年中行事（全30巻）
- 公務要事（5巻程度）
- 交替雑事（20巻）
- 糺弾雑事（30巻程度）
- 至要雑事（5～10巻）
- 国郡雑事（巻数不明）
- 臨時雑事（巻数不明）

であったと推定されている。
このように、本書は政務に関するあらゆる事例を掲げたもので、それぞれに関係する律令格式の条文や国史・日記の記事、その他和漢の典籍を正確に引用し、彼自身や父祖先輩の勘文・勘答も収録している。よって、本書によって知られる官符や典籍もあり、それの逸文も多く含まれているので、その史料的価値は高い。また、国史の記事の引用について、祖父公方が編纂した『本朝月令』が、直接『日本書紀』以下の六国史から引用しているのに対し、本書は、六国史からの引用と、菅原道真が編纂した『類聚国史』からの引用も見られる。
本書は小野宮(藤原実資)家相伝の書であったため広く流布しなかった。が、皇學館大學教授の清水潔によれば藤原通俊や大江匡房という知識人はその存在を知り才を磨く参考にしていたという、また一条兼良も有職故実の研究に活用したとされる。しかし応仁の乱によりその過半が失われた。近世に入り、中原章純が、天明6年（1786年）に本書の残闕本を各所より収集して、ほぼ現在の形まで編輯した。以来約200年を経過した今日でもそれ以上の残闕本資料が出ていない。現在、本書のテクストとして広く新訂増補国史大系本が用いられるが、これは、中原章純本の系統を踏む福田文庫本を底本として用いている。

## 研究文献
- 和田英松『本朝書籍目録考証』明治書院、1936年。
- 太田晶二郎「『政事要略』補考」　「新訂増補国史大系月報」6　昭和39年
- 虎尾俊哉「政事要略」　坂本太郎 黒板昌夫編『国史大系書目解題』所収　吉川弘文館　昭和46年
- 清水潔「本朝月令と政事要略の編纂」　「神道史研究」24-3　昭和51年
- 清水潔「国史の引用より見たる政事要略の編纂態度と編者の日本紀観」　「皇學館論叢」13-2　昭和55年
- 木本好信 大島幸雄編『政事要略総索引』　国書刊行会　昭和57年